# جيف بالارد
جيف بالارد (بالإنجليزية: Jeff Ballard)‏ هو عازف جاز أمريكي، ولد في 17 سبتمبر 1963 في سانتا كروز في الولايات المتحدة.

## وصلات خارجية
- الموقع الرسمي
- جيف بالارد على موقع ميوزك برينز (الإنجليزية)
- جيف بالارد على موقع أول ميوزيك (الإنجليزية)
- جيف بالارد على موقع ديسكوغز (الإنجليزية)